# Timotheus Eberhard von Bock
Timotheus Eberhard von Bock (* 13. Novemberjul. / 24. November 1787greg. in Dorpat, Gouvernement Livland; † 11. Apriljul. / 23. April 1836greg. in Woiseck, Gouvernement Livland) war ein deutschbaltischer Adliger und Dissident. Wegen seiner Kritik am zaristischen Herrschaftssystem verbrachte er neun Jahre in Haft.

## Leben
Timotheus Eberhard von Bock wurde als Sohn des späteren Landmarschalls von Pärnu, Georg Carl Heinrich von Bock (1759–1812), und dessen Ehefrau Katharina Berens von Rentenfeld (Rautenfeld) († 1795) geboren.
Timotheus wurde zunächst von dem Hauslehrer Aron Lehrberg († 1813) erzogen. Wahrscheinlich studierte er von 1810 bis 1812 zumindest zeitweise Geschichte an der Kaiserlichen Universität Dorpat.
Timotheus Eberhard von Bock schlug wie sein Vater eine militärische Karriere ein. Er nahm zwischen 1805 und 1812 auf russischer Seite an zahlreichen Feldzügen, vor allem gegen das Osmanische Reich teil, ab 1812 auch am sogenannten Vaterländischen Krieg gegen Napoléon Bonaparte. 1809 wurde er bei den Husaren Mitglied im Leibregiment des Zaren, 1812 Rittmeister der russischen Gardehusaren und 1813 Oberst. Aus den Kriegen kam er hochdekoriert zurück. Als Flügeladjutant des Zaren Alexander I. verband ihn eine Freundschaft mit dem russischen Herrscher.
Ab 1816 ließ er sich auf dem Gut Woiseck im Gouvernement Livland nieder. 1818 trat er mit einer 54 Punkte umfassenden Schrift und einem Verfassungsprojekt an Zar Alexander I. heran. Bereits 1810 hatte er sich mit einer ersten Denkschrift an den Zaren gewandt. Von Bocks Mémoire von 1818 prangerte in eindrücklicher Form den monarchischen Absolutismus und die Leibeigenschaft im Russland der damaligen Zeit an.
Von Bock wurde daraufhin wegen Majestätsbeleidigung verhaftet. Die Jahre bis 1827 verbrachte er in Festungshaft in der Festung Schlüsselburg, bevor er unter Zar Nikolaus I. nach Livland zurückkehren konnte. Im April 1836 starb er – seelisch gebrochen – auf seinem Gutshof durch die eigene Hand.

## Privatleben
Timotheus Eberhard von Bock war mit Ewa Catharina Mättik, einer Kutschertochter estnischer Herkunft, verheiratet. Die nicht standesgemäße Hochzeit der beiden am 12. Oktober 1817 in der Uspenski-Kathedrale in Dorpat geriet zum Skandal. Beide liegen heute auf dem Kundrussaare-Friedhof bei Võisiku begraben.
Das Paar hatte den Sohn Georg von Bock (1818–1876), der Vizeadmiral in der russischen Marine wurde.

## Werke
- Mémoire qui doit étre reunis et lu à la diète de la noblesse de Livonie en 1818. Võisiku 1818

## Literarisches
Timotheus Eberhard von Bock ist die Hauptfigur in dem 1978 erschienenen historischen Roman Der Verrückte des Zaren des estnischen Schriftstellers Jaan Kross.